# Temple Bulguksa
Le temple Bulguksa est situé dans la province de Gyeongsang du Nord (Corée du Sud), à environ quatre kilomètres à l'ouest de la grotte de Seokguram. Il abrite sept trésors nationaux, dont Dabotap et Seokgatap, Cheongun-gyo (« Pont du nuage bleu »), et deux statues du Bouddha en bronze. Il est classé 1er site historique et scénique par le gouvernement sud-coréen. Il figure avec la grotte de Seokguram sur la liste du patrimoine mondial de l'UNESCO depuis 1995.
Il est considéré un chef-d'œuvre de l'âge d'or de l'art bouddhiste dans le royaume de Silla. Il est aujourd'hui le temple principal du onzième district de l'ordre Jogye du bouddhisme coréen.

## Histoire

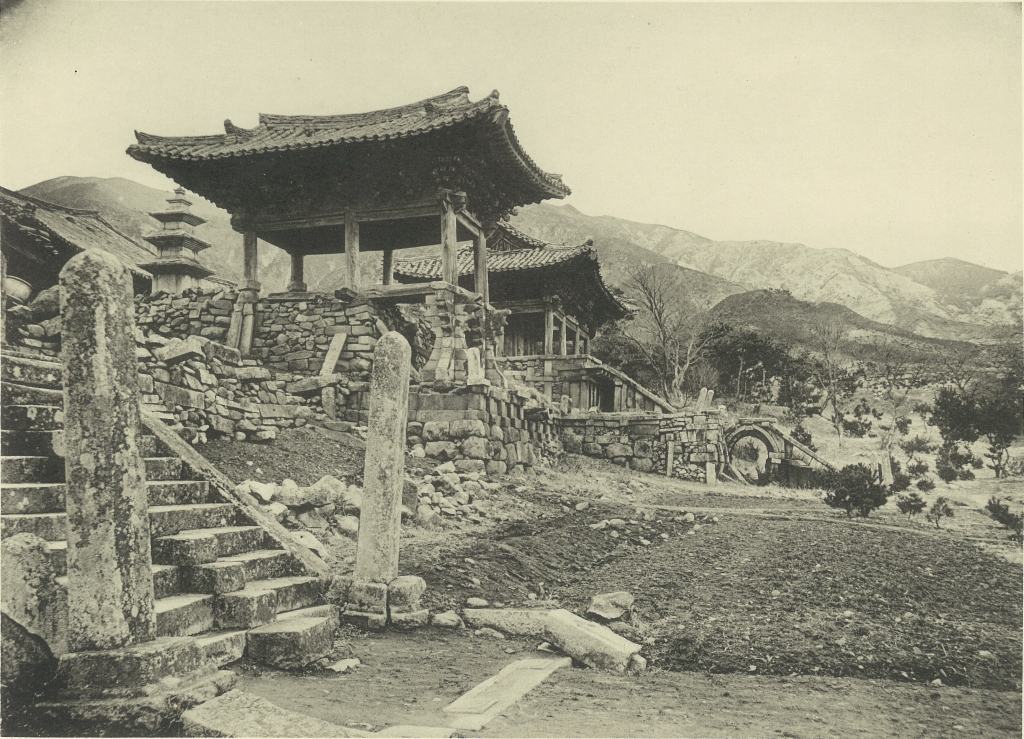
Ruines du temple Bulguksa en 1914, avant les travaux

Des documents au temple indiquent qu'un petit temple fut construit au même lieu en 528, lors du règne du roi Beopheung de Silla. Le Samguk Yusa note qu'on commence la construction du temple actuel en 751 (ordonné par Kim Daesong pour pacifier les esprits de ses parents), sous le règne du roi Gyeongdeok. La construction se termine en 774, après la mort de Kim, et on lui donne le nom de Bulguksa (« Temple des terres du Bouddha »).
Le temple est rénové sous les dynasties Koryŏ et Chosŏn. Pendant la guerre Imjin (1592-1598) les japonais incendient le complexe, détruisant les édifices faits en bois. On commence sa reconstruction et expansion après 1604, suivi d'environ 40 rénovations jusqu'en 1805. Pendant l'occupation japonaise (1910-1945), les Japonais essaient une restauration du temple, mais il ne reste aucune trace de celle-ci ; accessoirement, des trésors disparaissent du temple.
On procède à une restauration partielle en 1966. Après une enquête archéologique, on fait de grands projets de restauration entre 1969 et 1973, ordonnés par le président Park Chung Hee, amenant Bulguksa à l'état dans lequel on le voit aujourd'hui. Des édifices de l'époque de Silla il ne reste que les structures en pierre.

## Structures

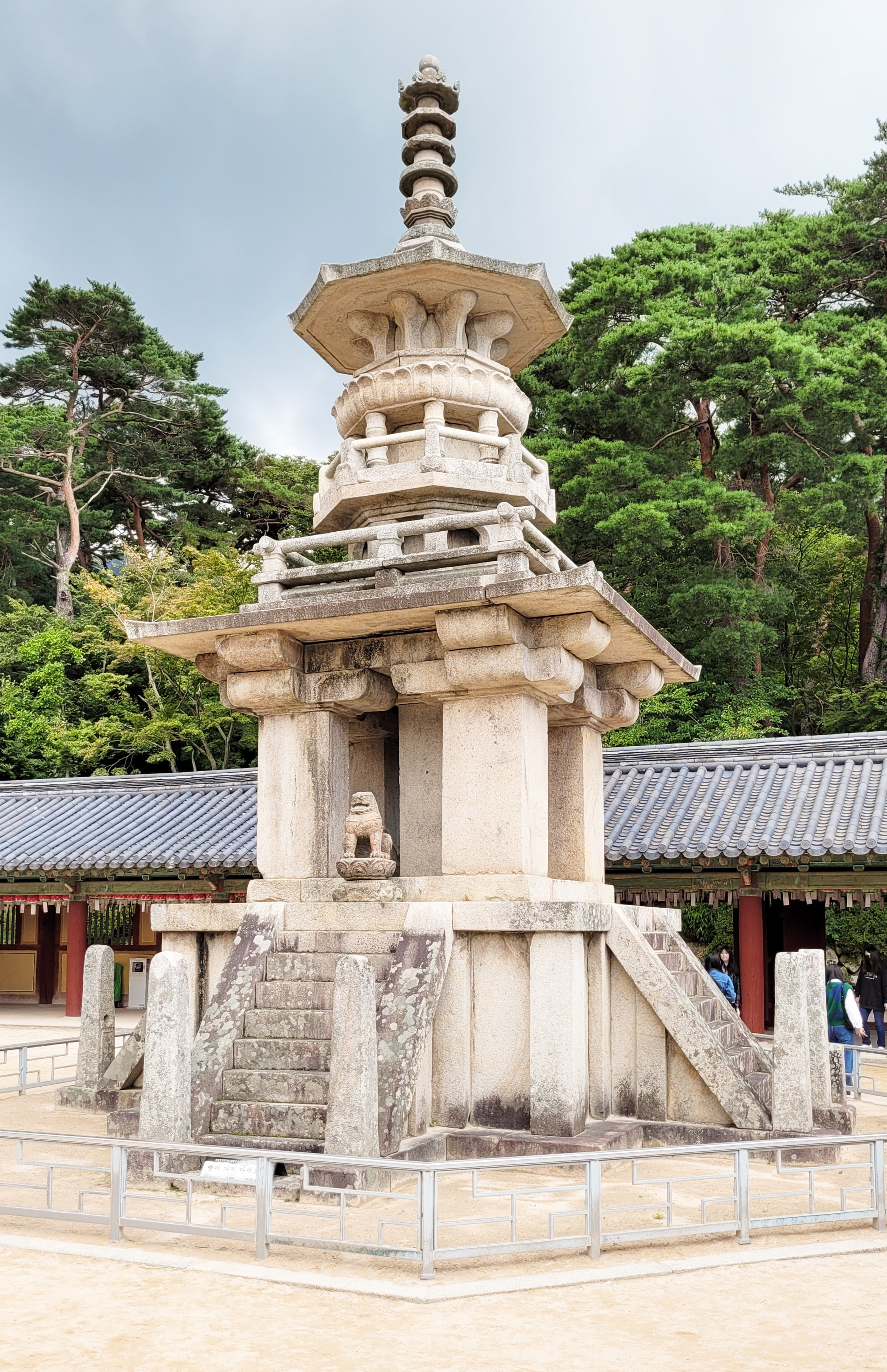
Le Dabotap

Le temple est situé sur le mont Toham, à Jinheon-dong, Gyeongju.
L'entrée au temple, Sokgyemun, a un escalier en deux sections et un pont qui mène à l'intérieur du complexe. L'escalier a 33 marches, correspondant aux 33 pas vers l'illumination spirituelle. La section inférieure, Cheongungyo (« Pont du nuage bleu ») est longue de 6,3 m et a 17 marches. La section supérieure, Baegungyo (« Pont du nuage blanc »), est longue de 5,4 m et a 16 marches. L'escalier mène à la Jahamun (« Porte du brouillard mauve »).
Il y a deux pagodes dans le complexe. Le Seokgatap (pagode Sakyamuni), de trois étages, mesure 8,2 m de haut et est du style traditionnel coréen, de lignes simples et détails minimes. Le Seokgatap est vieux de plus de treize siècles. Le Dabotap (« Pagode de beaucoup de trésors ») mesure 10,4 m de haut et est dédié au Bouddha des trésors mentionné dans le Sūtra du Lotus. Il contraste avec le Seokgatap de par son aspect très fleuri. On le voit reproduit sur la pièce de monnaie de 10 won. Dabotap et Seokgatap sont les trésors nationaux numéros 20 et 21, respectivement.
La demeure terrestre et les deux demeures célestes sont manifestées dans Bulguksa : la terrestre avec un Bouddha Shakyamuni du Sūtra du Lotus, et la céleste avec le Bouddha Amitabha de la Sūtra Avatamska. Le grand site du temple est au milieu de deux cours, l'une centrée sur le Daeungjeon, qui abrite le Bouddha Shakyamuni, et l'autre centrée sur le Geuknakjeon, la cour du paradis où est située le Chibogyo, ou « Pont des sept trésors ».
Le Daeungjeon (대웅전, « Hall de l'illumination spirituelle ») est le hall principal. Dabotap et Seokgatap sont situés devant lui. Le hall abrite le Bouddha Shakyamuni et fut construit en 681. Derrière le hall principal on trouve le Museoljon (무설전, « Hall sans paroles »), dont le nom vient de la croyance que l'enseignement du Bouddha ne peut pas s'enseigner par les paroles seules. C'est l'un des édifices les plus anciens du complexe, datant probablement d'environ 670. Le Gwaneumjon (관음전, « Sanctuaire d'Avalokitesvara ») abrite une image de l'Avalokitesvara, le bodhisattva de la Parfaite Compassion, et est situé sur la partie la plus élevée du complexe. Le Birojeon (비로전, « Hall du Bouddha Vairocana »), en dessous du Gwaneumjon, abrite le trésor national n°26 tandis que le Geuknakjeon (극락전, « Hall de félicité suprême »), près du complexe principal, abrite le Bouddha en bronze qui est désigné trésor national n°27.

## Galerie

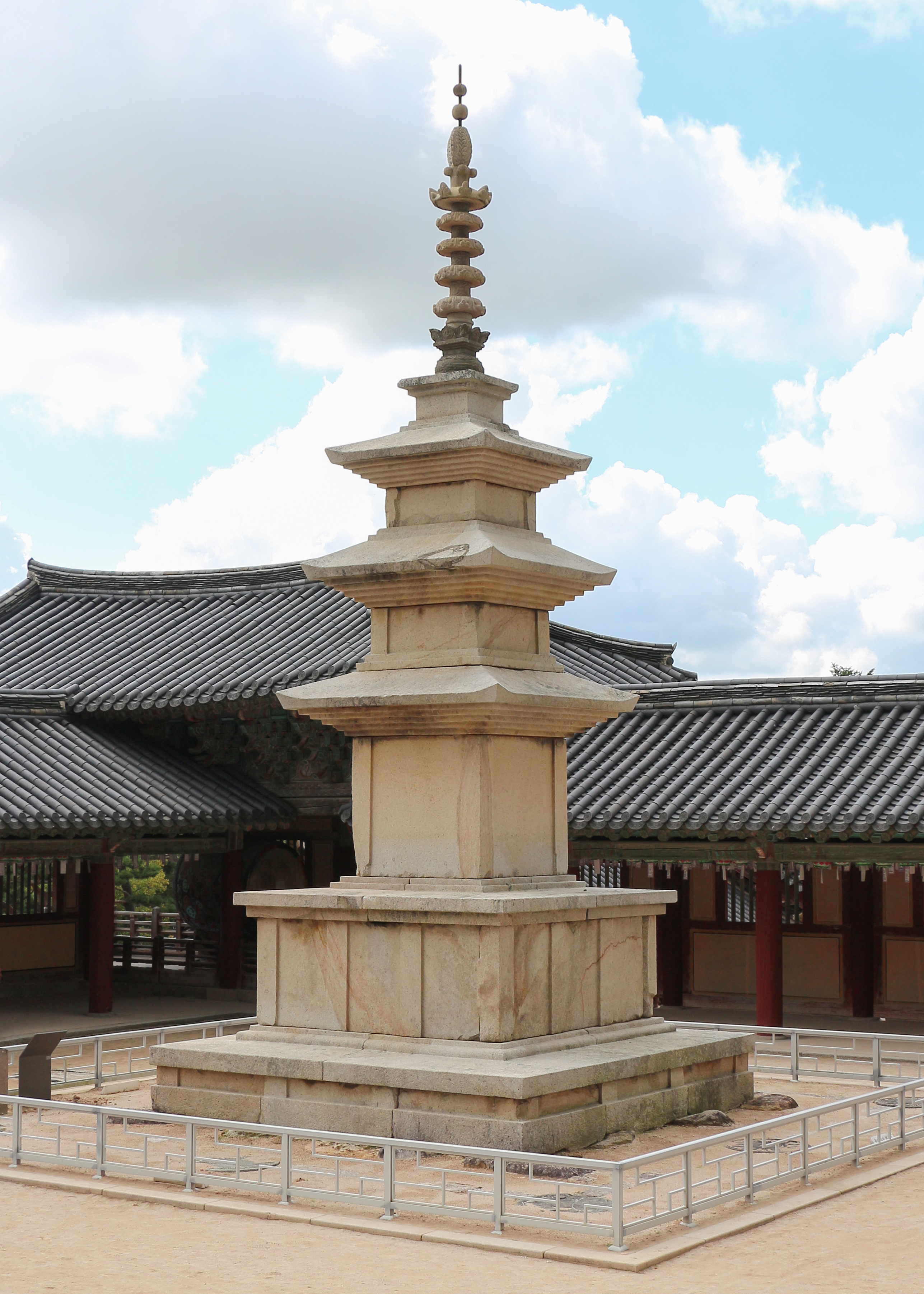
Le Seokgatap
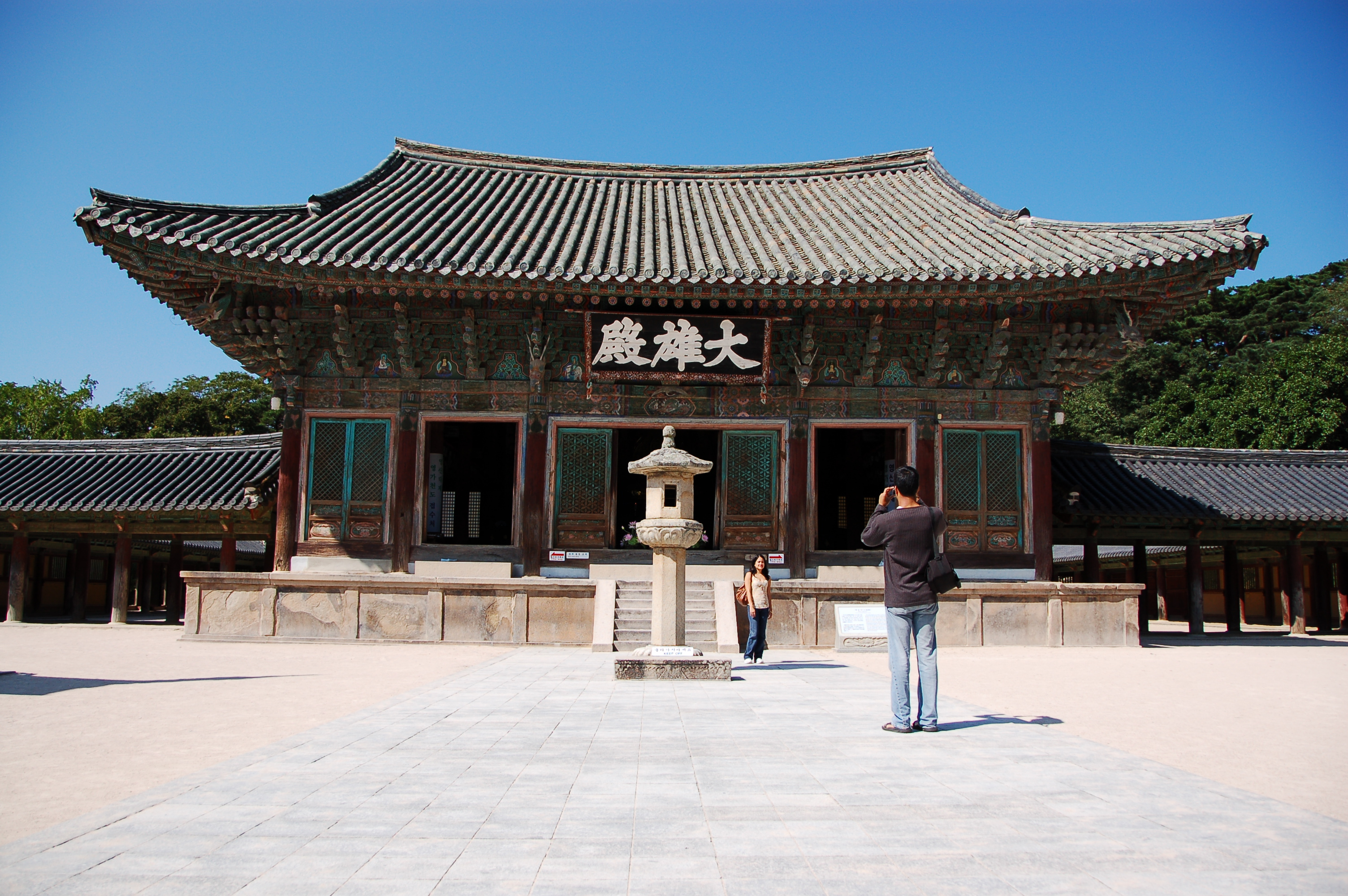
Le Daeungjeon
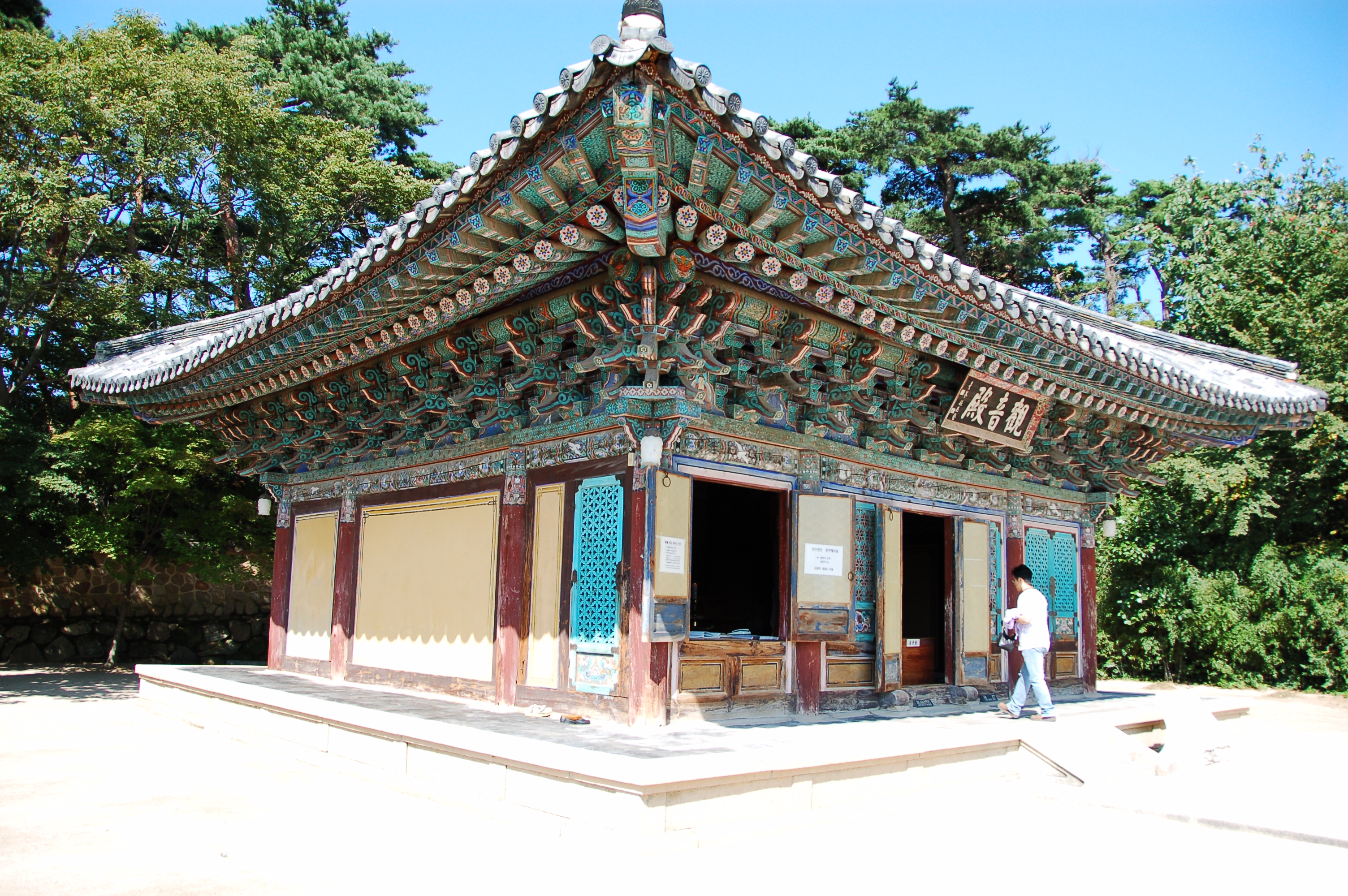
Le Gwaneumjeon
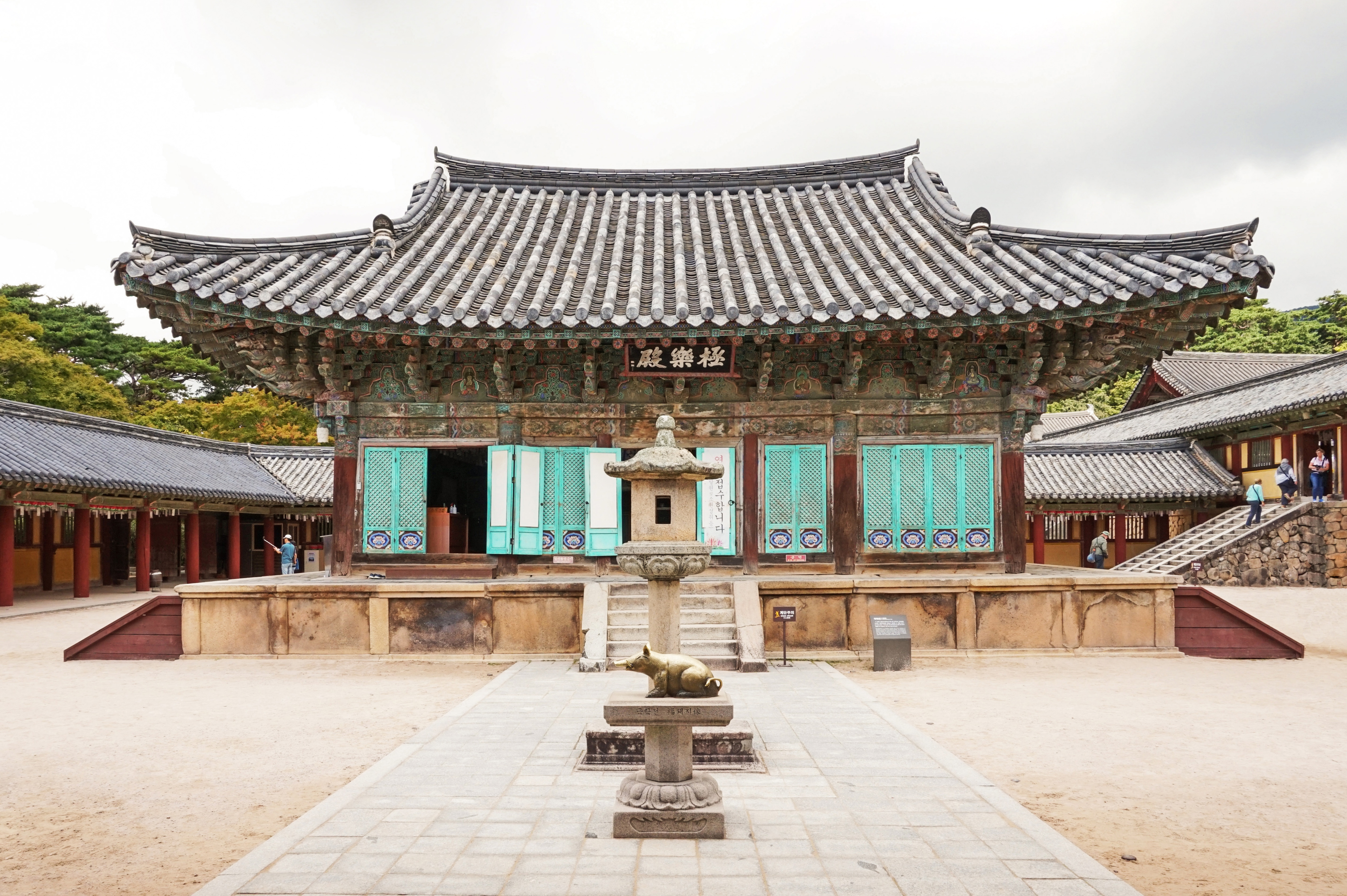
Le Geuknakjeon
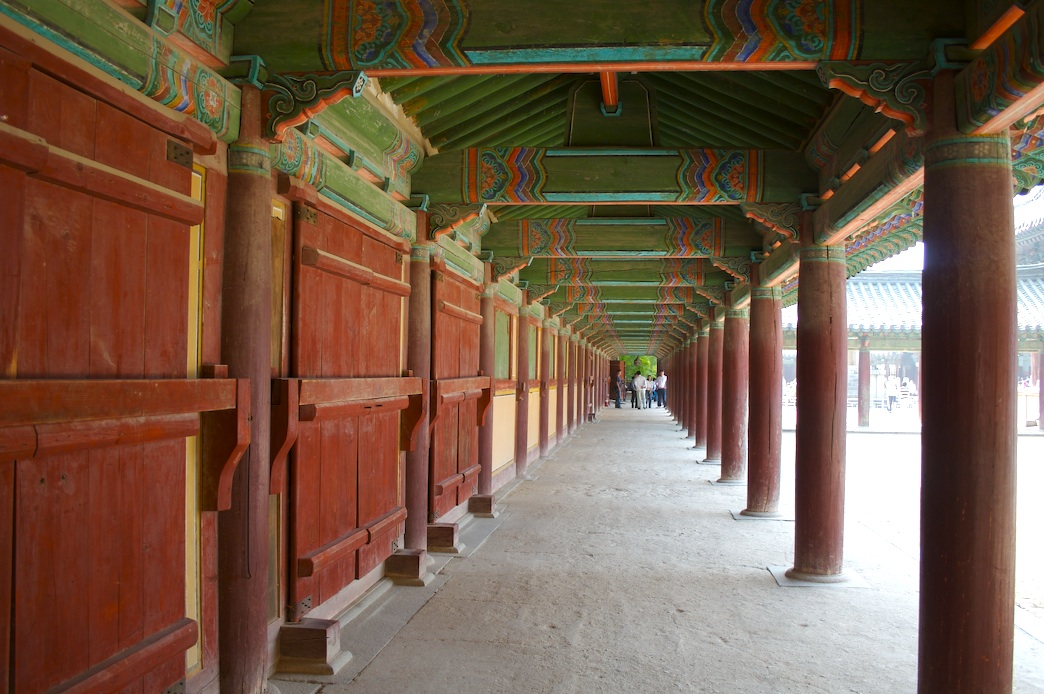
Passage couvert
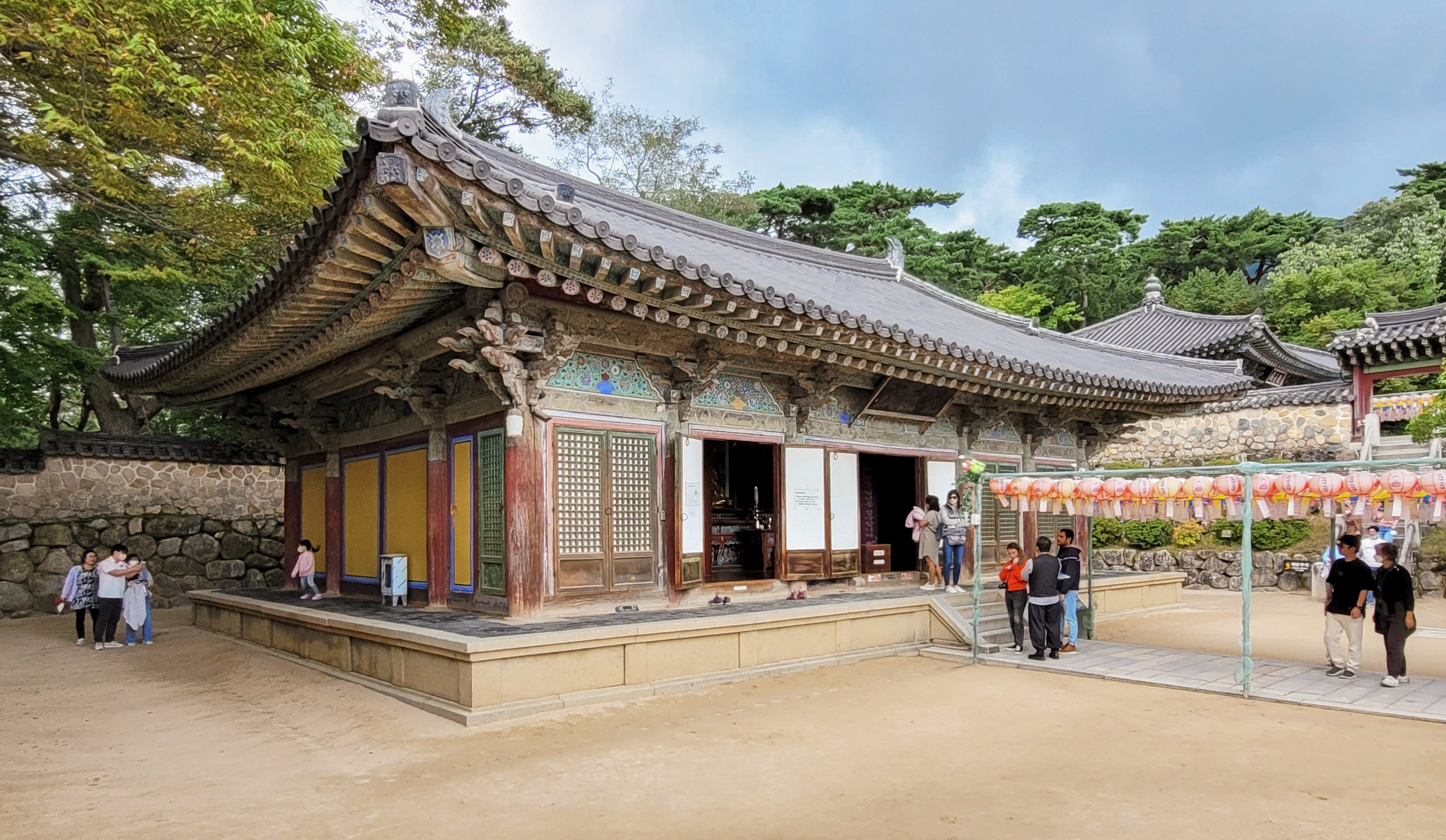
Le Birojeon
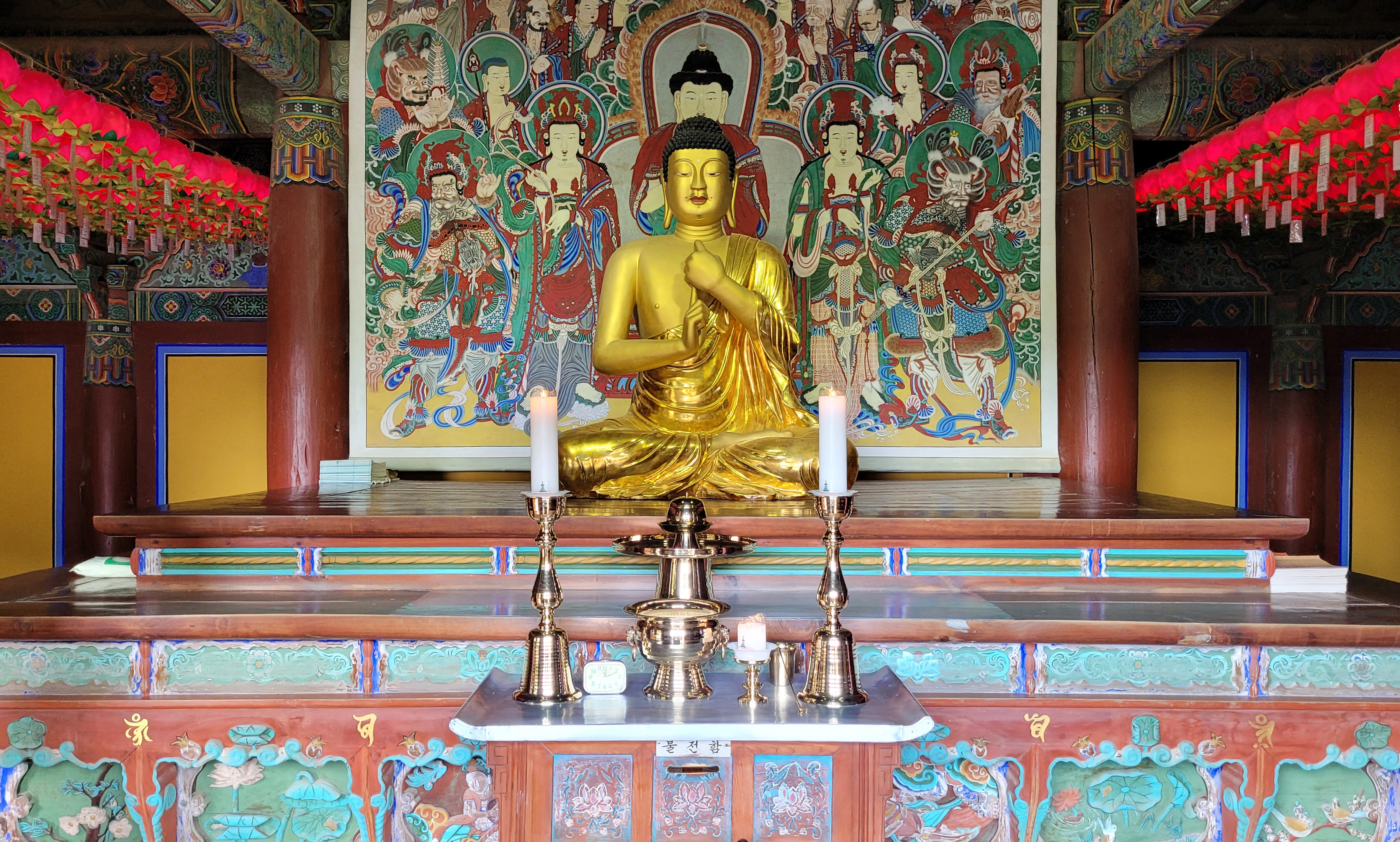
Bouddha Vairocana (trésor national n°26) dans le Birojeon
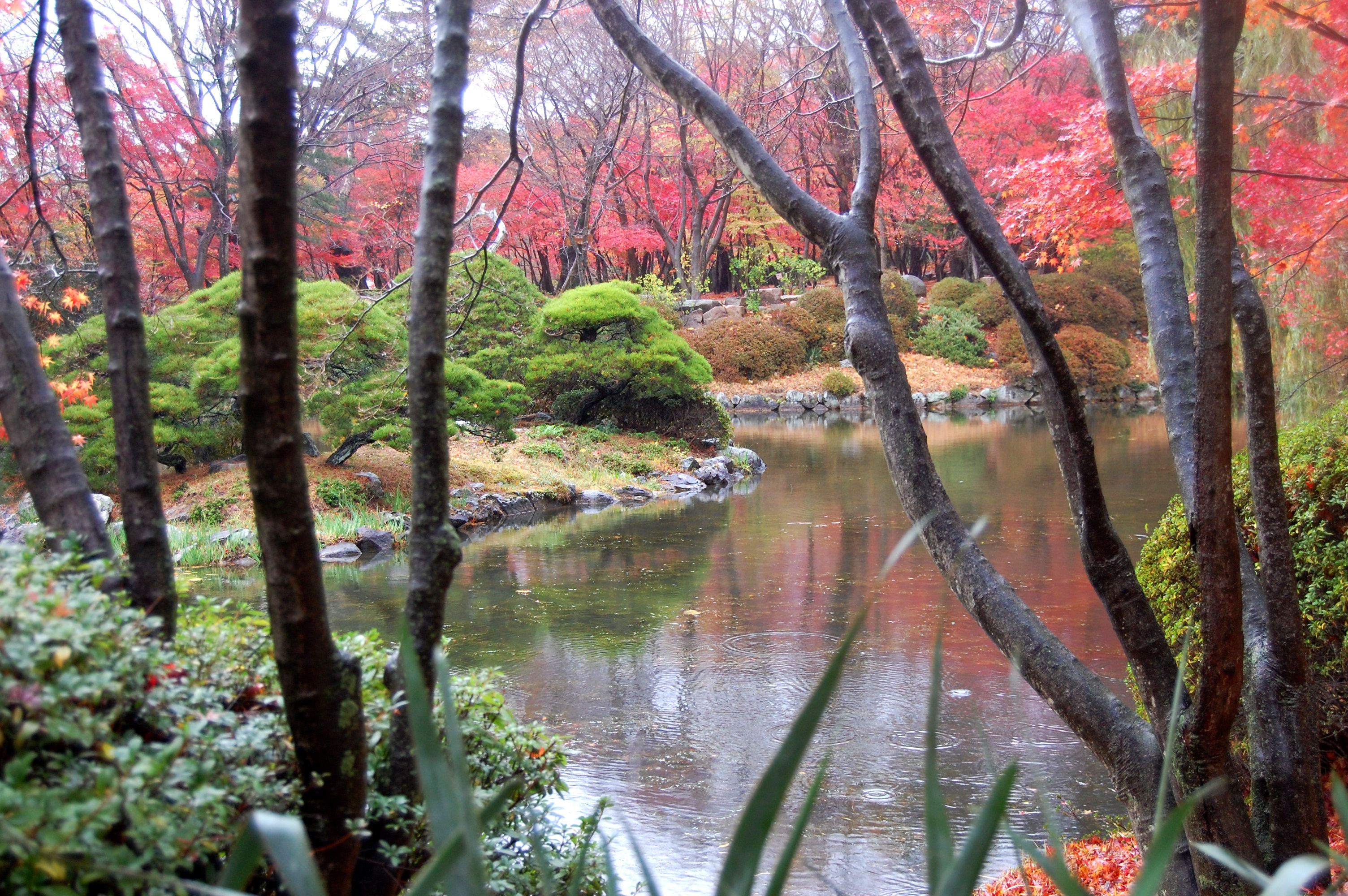
Étang à proximité du Bulguksa